# 伊利亞金·文加拉
伊利亞金·文加拉（Eliaquim Mangala，1991年2月13日-），法國職業足球員，司職中堅，他亦是法國國家隊成員並隨隊參與2014年世界盃及2016年歐洲國家盃。現效力於法甲球隊聖伊天。

## 簡歷
文加拉在法國巴黎西北部的市郊出生，5歲時搬往比利時的法語城市納馬爾，成長後加盟標準列治，其後獲得波圖賞識並在2011年加開該支葡國班霸。在持續出色的表現後，文加拉在2013年首次入選法國國家隊，在2013年6月6日對烏拉圭的比賽中首次亮相國家隊。2014年隨隊征戰世界盃，但並沒有獲得可觀上陣機會，其順序一直在瓦拉內、哥斯尼和馬馬杜·沙高等球員之下。2014年，英超勁旅曼城從波圖以高價收購文加拉，並穿著20號後衣，惟加盟後表現一直欠穩定，並未獲得預期效果，在球會並不能獲得常規正選位置。2016年歐國盃，文加拉再度入選國家隊，悉逢沙高和華拉尼先後因禁藥問題和因傷而退出國家隊，文加拉曾一度被預期有望濟身正選之列，但領隊迪甘斯最終選擇以哥斯尼和在華拉尼受傷下補選入隊的西維爾中堅阿迪勒·拉米正選掛帥，文加拉只能再度在後備席等待機會。

## 榮譽
標準列治
- 比利時足球甲級聯賽：2008–09
- 比利時盃：2010–11
- 比利時超級盃：2009

波圖
- 葡萄牙足球超級聯賽：2011–12、2012–13
- 葡萄牙超級盃：2012、2013

曼城
- 英超：2017–18[3]

個人
- O Jogo Team of the Year：2013
- UEFA Europa League Squad of the season：2013–14[4]

## 腳註
1. ↑   (PDF). Premier League: 12.   [16 August 2014]. （原始内容存档 (PDF)于2014-08-19）.
2. ↑  . Premier League. 2014  [15 November 2014]. （原始内容存档于2015-05-06）.
3. ↑  . Premier League.   [1 September 2019]. （原始内容存档于2018-05-15）.
4. ↑  . UEFA. 3 June 2014  [3 June 2014]. （原始内容存档于2016-01-15）.